# السلام (الكويت)
منطقة كويتية من ضمن المناطق الخمس الجديدة وسط التمدد العمراني لمدينة الكويت وتسمى المناطق الخمس محليا بجنوب السرة وكانت في السابق تتبع محافظة الفروانية ثم ضمت إلى محافظة حولي والاسم يرجع إلى عودة السلام لدولة الكويت من بعد غزو دولة الكويت وحروب سنة 1990 و1991
تقع ضاحية السلام في قلب الكويت وتبعد عن وسط العاصمة الكويت حوالي 11 كم وهي ذات موقع استراتيجي خدماتي مميز حيث يحدها من جهة الشمال طريق الدائري الخامس ومن جهة الغرب شارع دمشق ومن جهة الشرق خط الملك فهد السريع ومن جهة الجنوب طريق قصر المؤتمرات المؤدي إلى طريق الملك فيصل، وتتكون ضاحية السلام من سبع قطع ومعظم الفلل الواقعة بها تمتاز ببنائها الحديث والمتطور والذي يواكب الظروف الجوية لمناخ دولة الكويت ويتلائم والأنظمة الأمنية الخاصة بالفلل الذكية .
وقد تم بناء وإنجاز مبنى الجمعية التعاونية وهو عبارة عن مول تجاري يحتوي على سوق مركزي كبير ومتاجر راقية ومحلات خدماتية متعددة لخدمة أهالي المنطقة وغيرهم من الزوار ومعظمها يمتد ساعات عملها إلى الليل وبعضها يتواصل بها العمل 24 ساعة باليوم .
كما تم إنجاز وافتتاح مركز صحي شامل بضاحية السلام يتكون من العيادات التخصصية للأطفال والأسنان والسكر والتغذية ومختبرات الدم ووحدات الأشعة وكلها خدمات مجانية لأهالي المنطقة .
وهناك متنزه وحديقة في القطعة 3 سيتم افتتاحه قريبا .
وتتعدد الديوانيات في منطقة السلام ومنها اليومية والاسبوعية.
توجد العديد من المدارس الابتدائية والمتوسطة والثانوية للبنين والبنات في هذه الضاحية إضافة إلى رياض الأطفال ومنها روضة النسمة في القطعة 2 ومدرسة الفضل بن العباس الابتدائية بنين ومدرسة أم كلثوم بنت محمد المتوسطة بنات في القطعة 3 ومدرسة السلام الابتدائية بنات ومدرسة مسعود بن سنان المتوسطة بنين بالقطعة 1 وثانوية احمد الربعي بنين في القطعة 5 وثانوية فاطمة الصرعاوي للبنات في القطعة 3
كما تم افتتاح فروعا من عدة بنوك كبنك الخليج وبنك برقان والبنك التجاري التي تقدم خدماتها لأهالي وزوار المنطقة .
وتتميز المساجد الموجودة بضاحية السلام بإتساعها وروعة بنائها الحديث ويفوق عددها 14 مسجدا وجميع هذه المساجد قام ببنائهاوافتتاحها الأهالي من الطامعين في ثواب الله .كما تم تشييد مركزا مستقلا لتعليم جميع علوم القرآن الكريم في القطعة 1
وهناك مركزا لخدمات وزارة الداخلية لمعاملات المواطنين مثل معاملات وثائق السفر والجنسية والهجرة والإقامة وهيئة المعلومات المدنية .